# Briefwahl

Briefwahlunterlagen zur deutschen Bundestagswahl 2005

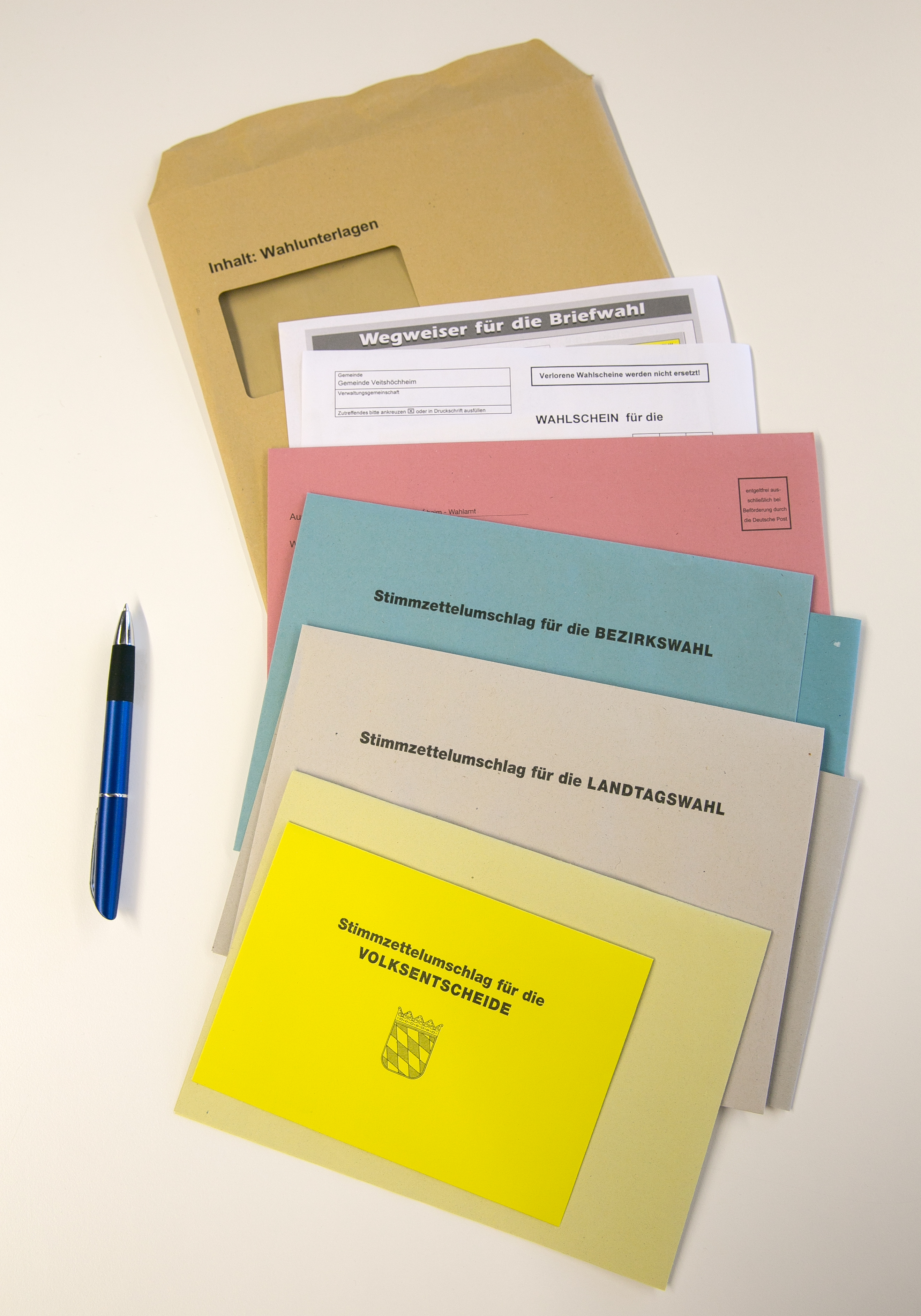
Briefwahlunterlagen zu Landtagswahl (grau), Bezirkswahl (blau) und Volksentscheid (gelb) 2013 in Bayern.

Mit Briefwahl wird die Gesamtheit der Möglichkeiten bezeichnet, eine Wahl per Brief statt an der Wahlurne im Wahllokal durchzuführen. Dies geschieht in den meisten Ländern vor dem eigentlichen Wahltag bzw. vor den Wahltagen. Mit echter Briefwahl wird die Wahl durch Stimmabgabe per Briefpost bezeichnet. Ein ähnliches Verfahren ist die Vorauswahl, bei der vor der eigentlichen Wahl eine Stimmabgabe im Wahllokal ermöglicht wird.
Die Briefwahl soll kranken, behinderten oder anderweitig am Wahltag verhinderten Personen die Ausübung des Wahlrechts ermöglichen. In einigen Ländern steht es jedem frei, anstatt im Wahllokal per Brief zu wählen, wodurch die Wahlbeteiligung erhöht werden soll.
Neben politischen Wahlen wird die Briefwahl beispielsweise auch bei Körperschafts-, Betriebsrats- und Vereinswahlen eingesetzt. Der Fall, der die meisten Personen in Deutschland betrifft, ist die Sozialwahl, mit der die Mitglieder der Sozialversicherungsträger die Zusammensetzung der jeweiligen Selbstverwaltungs-Organe bestimmen.

## Deutschland
| Bundestagswahl      | Anteil der Briefwahl-Nutzer an der Wählerschaft |
| ------------------- | ----------------------------------------------- |
| Bundestagswahl 1957 | 4,9 %                                           |
| Bundestagswahl 1961 | 5,8 %                                           |
| Bundestagswahl 1965 | 7,3 %                                           |
| Bundestagswahl 1969 | 7,1 %                                           |
| Bundestagswahl 1972 | 7,2 %                                           |
| Bundestagswahl 1976 | 10,7 %                                          |
| Bundestagswahl 1980 | 13,0 %                                          |
| Bundestagswahl 1983 | 10,5 %                                          |
| Bundestagswahl 1987 | 11,1 %                                          |
| Bundestagswahl 1990 | 9,4 %                                           |
| Bundestagswahl 1994 | 13,4 %                                          |
| Bundestagswahl 1998 | 16,0 %                                          |
| Bundestagswahl 2002 | 18,0 %                                          |
| Bundestagswahl 2005 | 18,7 %                                          |
| Bundestagswahl 2009 | 21,4 %                                          |
| Bundestagswahl 2013 | 24,3 %                                          |
| Bundestagswahl 2017 | 28,6 %                                          |
| Bundestagswahl 2021 | 47,3 %                                          |

### Einführung der Briefwahl
In Deutschland wurde die Briefwahl zur Bundestagswahl 1957 eingeführt, um die „Allgemeinheit der Wahl“ sicherzustellen. Dies ist einer der fünf Wahlrechtsgrundsätze in der deutschen Demokratie und bedeutet, dass jeder Wahlberechtigte die Gelegenheit haben soll, möglichst einfach zu wählen. Insbesondere alten, kranken und behinderten Menschen wollte man eine Teilnahme an der Wahl erleichtern.

### Briefwahl verfassungskonform
Das Bundesverfassungsgericht musste sich in den Jahren 1967 und 1981 durch Wahleinsprüche mit der Briefwahl befassen und hat diese in der damaligen Form als verfassungskonform angesehen. Beide Entscheidungen wurden damit begründet, dass die Gefährdung des Wahlgeheimnisses und die mangelnde Kontrolle durch die Öffentlichkeit durch eine höhere Allgemeinheit der Wahl, also eine möglichst umfassende Wahlbeteiligung, aufgewogen werden.

### Gesetzliche Regelung
In Deutschland ist die Briefwahl durch das Bundeswahlgesetz und die Bundeswahlordnung bzw. die Landeswahlgesetze und Landeswahlordnungen (für die Wahl der Vertretungen auf Landes- und kommunaler Ebene) geregelt. Man möchte dem Wahlberechtigten eine Ausübung seines Wahlrechts nicht erschweren. Bei der Nutzung der Briefwahl kann nicht sichergestellt werden, dass der Wähler wirklich frei und unbeeinflusst seine Stimme abgeben kann (Grundsatz der geheimen Wahl), weshalb man bis 2008 die Teilnahme an der Briefwahl begründen und die Gründe glaubhaft machen musste. Dies wird jedoch seit dem 21. März 2008 bei Bundestags- und Europawahlen nicht mehr gefordert.
Die Organisation für Sicherheit und Zusammenarbeit in Europa erklärte in ihrem Bericht der OSZE/ODIHR-Wahlbewertungsmission zur Bundestagswahl 2009:

„Obwohl die rechtlichen und administrativen Verfahren für die Briefwahl mit dem Ziel entwickelt worden zu sein scheinen, der Freiheit und Beteiligung der Wählerinnen und Wähler Vorrang zu geben, sollte überlegt werden, die bestehenden Sicherungsmechanismen gegen den potenziellen Missbrauch des Briefwahlsystems
auf ihre Eignung zu überprüfen.“

### Durchführung
Die Briefwahlunterlagen werden durch Ausfüllen und Abgeben bzw. Abschicken der Wahlbenachrichtigungskarte angefordert. In vielen Kommunen ist die Beantragung von Wahlscheinen und Briefwahlunterlagen auch per Internet über die Website der jeweiligen Kommune oder durch Einscannen eines auf der Wahlbenachrichtigung aufgebrachten QR-Codes per Smartphone möglich. Vor Wahlen aktualisierte Listen mit Online-Links helfen bei der Suche zu den entsprechenden Webseiten. Die Ausstellung der Briefwahlunterlagen ist gebunden an die Ausstellung eines Wahlscheins. Die ausgestellten Wahlscheine werden im Wählerverzeichnis vermerkt. Dadurch wird verhindert, dass Wahlberechtigte sowohl per Briefwahl als auch im Wahllokal wählen, was dem Wahlrechtsgrundsatz der gleichen Wahl widersprechen würde.
Die Wahlunterlagen werden nach komplettierter Drucklegung ungefähr vier Wochen vor der Wahl an die per Wahllisten eingetragenen Wähler versandt. Sie enthalten:
- Wahlschein
- Roter Briefumschlag mit Adresse
- Briefumschlag ohne Adresse, Farbe je nach Art der Wahl
- Stimmzettel
- Anleitung

Für die Briefwahl wird der Stimmzettel ausgefüllt, in den nicht-roten Briefumschlag gesteckt und dieser zugeklebt. Anschließend füllt man den Wahlschein aus, steckt diesen mit dem zuvor genannten Briefumschlag in den roten Briefumschlag und klebt auch diesen zu. Die Anleitung wird nicht versendet.
Bei den Landtagswahlen in Rheinland-Pfalz 2016 sollte der Briefumschlag mit dem Stimmzettel nicht verschlossen und zusammen mit dem Wahlschein, der Name und Anschrift des Wahlberechtigten enthält, in den Wahlumschlag gesteckt werden. Die Briefumschläge mit dem Stimmzettel wurden nach Prüfung der Stimmberechtigung ungeöffnet in die Wahlurnen der Wahllokale geworfen. Dadurch konnten die Briefwahlstimmen nicht von den im Wahllokal abgegebenen Stimmen, die ebenfalls in unverschlossenen Umschlägen abgegeben wurden, unterschieden werden. Laut Landeswahlleiter wurde durch dieses Vorgehen das Wahlgeheimnis bei der Briefwahl sichergestellt.
Bei persönlichem Erscheinen des Wählers in der Briefwahlstelle kann der Stimmzettel meist vor Ort in einer dazu vorhandenen Wahlkabine ausgefüllt werden. Der rote Briefwahlumschlag wird dann in eine versiegelte Wahlurne eingeworfen, die am Wahltag zusammen mit den auf dem Postweg eingetroffenen Stimmen ausgewertet werden.
Die Deutsche Post befördert Wahlbriefe kostenlos innerhalb der Bundesrepublik Deutschland, lediglich für Zusatzleistungen wie Einschreiben ist ein Entgelt zu entrichten. Die Briefwahlunterlagen müssen bis zur Schließung der Wahllokale bei der Kommune eingegangen sein.
Des Weiteren können Auslandsdeutsche, die in Ländern mit unzuverlässigem Postsystem leben, ihre ausgefüllten Wahlunterlagen bei der nächsten Auslandsvertretung abgeben. Diese befördert für den Wähler kostenfrei die Umschläge mit Diplomatenpost nach Deutschland, wo diese ebenfalls per Behördlichem Schriftgutaustausch an die Wahlämter weitergeleitet werden. Der rote Umschlag kann auch in einem neutralen Umschlag verschickt werden. Das Porto ist im Ausland ohnehin vom Wähler zu tragen.
Auch nach Beantragung und Erhalt von Briefwahlunterlagen kann am Wahltag direkt im Wahllokal gewählt werden. Dazu ist zwingend der Wahlschein notwendig.
Stirbt ein Wähler noch vor dem eigentlichen Wahltag, aber nachdem er seine Stimme per Briefwahl abgegeben hat, bleibt die Stimme trotzdem gültig.
Wegen der COVID-19-Pandemie in Deutschland fanden die Stichwahlen bei den Kommunalwahlen in Bayern 2020 ausschließlich per Briefwahl statt.
Zur Bundestagswahl 2025 wurde angeraten, wegen des engen Zeitfensters auf eine Briefwahl zu verzichten.

### Abschaffung der Begründung einer Briefwahl (2008)

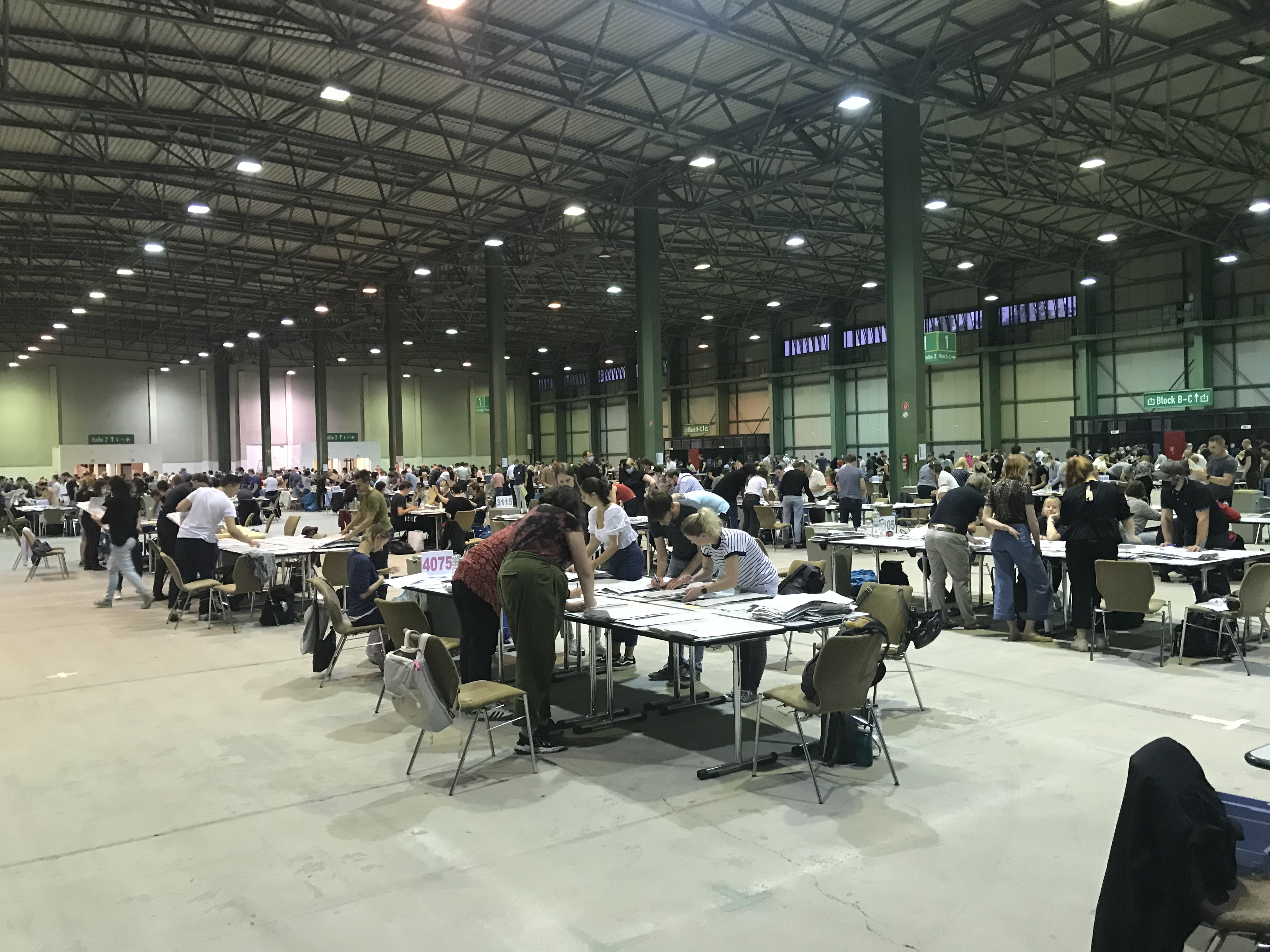
Briefwahl-Stimmenauszählung zur Bundestagswahl 2021 in Leipzig auf dem Agra-Messegelände

Der Bundesgesetzgeber prüfte in den Jahren 2004 bis 2007 sowohl eine Verschärfung als auch eine Lockerung des Briefwahlrechts. Änderungen auf Grund dieser Prüfungen wollte er bis spätestens zur Wahl zum 17. Deutschen Bundestag im Jahr 2009 realisieren. Am 11. Dezember 2007 brachte die Große Koalition einen Gesetzesentwurf ein, der die „Abschaffung der Antragsgründe für die Briefwahl“ (S. 1 des Entwurfes) vorsah. Das Gesetz wurde am 17. März 2008 beschlossen (BGBl. I S. 394). Mit dem Gesetz wurde jedoch (in Artikel 1 Nr. 6) nur die Bedingung aufgehoben, an einer Wahl in seinem Wahlbezirk verhindert zu sein. Zusammen mit dem o. g. Wortlaut aus dem Gesetzesentwurf scheint klar, dass nun bei Beantragung der Briefwahl keine Hinderungsgründe für die Urnenwahl mehr angegeben werden müssen. Dem wurde dann auch durch die Änderung des § 27 Abs. 2 der Bundeswahlordnung am 11. Dezember 2008 mittels der Zweiten Verordnung zur Änderung der Bundeswahlordnung und der Europawahlordnung vom 3. Dezember 2008 (BGBl. I S. 2378) Rechnung getragen, so dass diese Gesetzesänderung nun auch auf der – für die Verwaltung maßgeblichen – Verordnungsebene nachvollzogen worden ist. Der Wortlaut der Begründungspflicht, die im Absatz 2 festgelegt war, wurde restlos gestrichen und durch die Regelung eines anderen Verfahrensaspektes ersetzt. Die Freigabe der Briefwahl wurde im Juli 2013 in einer Entscheidung des Bundesverfassungsgerichtes (2 BvC 7/10) als verfassungsgemäß beurteilt. Unter Verfassungsrechtlern war dies aber nicht unumstritten.

### Nutzung
Als Briefwahl bei der Bundestagswahl 1957 erstmals möglich war, machten 4,9 % der Wähler davon Gebrauch. Bis 1990 lag der Anteil meist unter 11 %, stieg dann aber rasant an und erreichte bei der Bundestagswahl 2009 21,4 % (siehe auch obige Tabelle).
In Großstädten ist die Briefwahl besonders beliebt. Bei der Bundestagswahl 2002 gaben in den zehn größten Städten Deutschlands 25 % der Wähler ihre Stimme per Briefwahl ab. In den westlichen Bundesländern ist die Briefwahl deutlich verbreiteter als in den östlichen. Zur Bundestagswahl 2002 wurden 42 % der Briefwahlen als vorgezogene Urnenwahl durchgeführt, d. h., der Wähler erschien selbst bei der Kommune, holte sich seinen Stimmzettel ab und warf diesen selbst in die Urne. Nur 52 % der Briefwahlunterlagen wurden per Post versendet.
Bei der Bundestagswahl 2021 stieg der Anteil der Briefwähler unter den Wählenden um 18,7 Prozentpunkte gegenüber dem Briefwähleranteil bei der Bundestagswahl 2017 an und erreichte 47,3 %.

## Frankreich
In Frankreich gab es zwischen 1958 und 1975 die Möglichkeit zu einer Briefwahl für jeden, bis sie aus Angst vor Wahlmanipulation abgeschafft wurde. Seither gibt es diese Möglichkeit nur noch für im Ausland lebende Franzosen. Wegen der Corona-Pandemie und der Popularität der Briefwahl in anderen Ländern wie Deutschland oder den USA wird derzeit über eine Wiedereinführung diskutiert.

## DDR
In der DDR gab es keine Möglichkeit zur Briefwahl. Bei Bedarf wurden sogenannte fliegende Wahlurnen eingesetzt, das heißt, die Wahlhelfer begaben sich zu den Wählern ins Krankenhaus, Altenheim oder gar nach Hause, wenn die Wähler nicht mehr in der Lage waren, ihr Haus oder das Krankenbett zu verlassen. Falls bei dieser Vorgehensweise nur eine einzige Person aufgesucht wurde, war die Wahl nicht mehr geheim, da man dann wusste, wessen (einziger) Stimmzettel in der Urne lag und somit den Stimmzettel einer bestimmten Person zuordnen konnte. Andererseits war es in der DDR erwünscht, auch im Wahllokal den Stimmzettel ohne Benutzung der Kabine und ohne Streichungen in die Urne zu werfen, so dass auf eine Geheimhaltung des Wahlvorgangs ohnehin kein Wert gelegt wurde. Die fliegenden Urnen wurden auch dazu genutzt, auf mögliche Nichtwähler Druck auszuüben. Wer bis zur Mittagszeit seine Stimme nicht abgegeben hatte, wurde aufgesucht und zur Teilnahme an der Wahl gedrängt.

## Österreich
Ab der mit 1. Juli 2007 wirksamen Wahlrechtsreform besteht in Österreich die allgemeine Möglichkeit zur Briefwahl, nachdem dafür der Art. 26 der österreichischen Bundesverfassung geändert wurde.
Von 1990 bis 2007 konnte laut Art. 26(6) B-VG die Stimmabgabe im Ausland bei Wahlen zum Nationalrat, der Wahl des Bundespräsidenten sowie bei Volksabstimmungen per Briefwahl erfolgen. Allerdings war es erforderlich, die korrekte Abgabe der Stimme durch einen zweiten österreichischen Staatsbürger bestätigen zu lassen.
Ab 2007 erfolgt die Briefwahl im In- und Ausland durch Anforderung einer Wahlkarte, welche dazu verwendet werden kann, persönlich, unbeobachtet und unbeeinflusst an einem beliebig gewählten Ort die Stimme abzugeben und per Post an die zuständige Wahlbehörde zu senden. Die Bestätigung der korrekten Abgabe erfolgt nunmehr durch die eigene Unterschrift auf der Wahlkarte.
Seit dem Inkrafttreten des Wahlrechtsänderungsgesetz 2011 am 1. Oktober 2011 muss bei jedem bundesweiten Wahlereignis die Wahlkarte spätestens beim Schließen des letzten Wahllokals bei der zuständigen Bezirkswahlbehörde eingelangt oder am Wahltag selbst bei einem geöffneten Wahllokal des Stimmbezirks des Wählers abgegeben worden sein. „Taktisches Wählen“ nach Schließen der Wahllokale (wie es von 2007 bis 2011 möglich war) wird dadurch verhindert.
Die Briefwahlstimmen werden bei bundesweiten Wahlen erst am Tag nach der Wahl ausgezählt. Bei der (ersten, aufgehobenen) Stichwahl der Bundespräsidentenwahl 2016 führte dies dazu, dass am Abend des Wahltages der Sieger noch nicht feststand, da die Kandidaten nach Auszählung der am Wahltag (Sonntag) direkt abgegebenen Stimmen um 143.672 Stimmen auseinanderlagen, für die Teilnahme an der Bundespräsidenten-Stichwahl aber 885.437 Wahlkarten beantragt und ausgegeben wurden. Das Ergebnis der mit Wahlkarte abgegebenen 766.076 Stimmen wurde am Tag nach der Wahl (am Montagnachmittag) bekannt gegeben. Durch die Wahlkartenstimmen veränderte sich der Gesamtstimmenanteil des am Abend des Wahltages zurückliegenden Bewerbers in einen Stimmenvorsprung von rund 31.000 Stimmen.
Die Briefwahl ist ebenso bei Volksabstimmungen und Volksbefragungen möglich.

## Schweiz
In der Schweiz wurde die Briefabstimmung und -wahl – der „Urnengang“ – zwischen 1978 und 2005 in allen Kantonen eingeführt und bei praktisch allen Bundes-, kantonalen und kommunalen Abstimmungen und Wahlen inzwischen der Normalfall, rund 90 % der Wähler nutzen diese Möglichkeit. Im Kanton Aargau machten die Briefwahlstimmen bei einer Abstimmung im Jahr 2017 sogar 97 % aus.
Sämtliche Stimm- (Abstimmungs-) und Wahlunterlagen werden den Wählern vorgängig per Post zugestellt. Die Zahl der offenen Stimm- und Wahllokale, in denen die Stimme noch an der Urne abgegeben werden kann, wurde in den letzten Jahren deutlich reduziert, sie sind aber immer noch reichlich vorhanden. Während der Corona-Pandemie wurden die Stimmbürger vielerorts angehalten, brieflich abzustimmen. In der Stadt Zürich standen beispielsweise nur zwei Stimmlokale zur Verfügung.
In der Schweiz schließen die Stimm- und Wahllokale am Abstimmungssonntag mittags um zwölf. Versuche von Wahlbetrug sind selten, kommen aber vor. Immer wieder kritisiert wird das eingeschränkte Stimmrecht von Auslandsschweizern durch verzögerte Postzustellung.
Nicht brieflich abgestimmt (gewählt) wird in kantonalen Angelegenheiten in jenen (Klein-)Kantonen, die noch eine Landsgemeinde durchführen. Systeminhärent findet dabei eine offene Wahl statt, eine Wahlbeeinflussung durch Überwachung anderer Wähler ist also prinzipiell möglich.

## USA
Im US-Bundesstaat Oregon ist seit 2004 ausschließlich die Briefwahl möglich.

## Anfälligkeit für Manipulationen
Die Briefwahl und insbesondere die echte Briefwahl sind allgemein anfälliger für Manipulationen inklusive Wahlbetrug als eine Wahl im Wahllokal. Gründe dafür sind:
- Die Möglichkeit des Wählers, die Unterlagen für die Briefwahl blanko zu verkaufen oder im Beisein eines Stimmenkäufers auszufüllen.[39][40]
- Im Gegensatz zum Wahllokal wacht bei der Wahl in der eigenen Wohnung niemand über die Einhaltung des Wahlgeheimnisses.
- Diebstahl von Briefwahlunterlagen auf dem Postweg (sowohl unausgefüllt auf dem Weg zum Wähler als auch ausgefüllt bei der Rücksendung zur Wahlbehörde).[41]
- Die Gefahr, dass ausgefüllte Briefwahlumschläge auf dem Postweg oder bei der Aufbewahrung in der Gemeinde geändert oder zerstört werden oder nicht rechtzeitig dort eintreffen.[42][43][44]
- Mit gefälschten Unterschriften ist es möglich, Briefwahlunterlagen an andere Adressen zu beantragen.[45][46]

Aufgedeckte Fälle von bewusster Manipulation bei Briefwahlen gab es unter anderem 1996 und 2002 in Dachau, 2005 in Birmingham und 2008 in Roding in Bayern.

## Alternativen zur Briefwahl
Zur Vermeidung des unsicheren Postweges sind verschiedene Alternativen denkbar, die zum Teil aber andere Sicherheitsprobleme haben:
- die vorzeitige Stimmabgabe (in Deutschland die sogenannte „Briefwahl vor Ort“ in der Wahldienststelle; in den USA „Absentee Voting“ in einem „Early Vote Center“[51])
- die Stimmabgabe in einem anderen Wahllokal
- die Stimmabgabe durch eine andere Person (Stellvertreterwahlrecht)
- „mobile Urne“ (der Wahlvorstand kommt zum Wähler, beispielsweise in ein Krankenhaus oder Altersheim)
- Internetwahl